# Stjepan Radeljić
Stjepan Radaljić (Travnik, 5 settembre 1997) è un calciatore bosniaco con cittadinanza croata, difensore del Rijeka.

## Caratteristiche tecniche
È un difensore centrale.

## Carriera

### Club
Cresciuto nel settore giovanile del Zrinjski Mostar, nel 2016 passa allo Stoccarda che lo aggrega alla propria seconda squadra per due stagioni; nel 2018 viene acquistato dall'Osijek con cui debutta fra i professionisti il 12 luglio 2018 in occasione dell'incontro di qualificazione per l'Europa League pareggiato 1-1 contro il Petrocub Hîncești.
Impiegato principalmente nella seconda squadra, nel gennaio 2020 va in prestito al Široki Brijeg fino al termine della stagione, trasferimento poi esteso di altri sei mesi; nel febbraio 2021 si trasferisce nuovamente in prestito allo Sheriff Tiraspol, che poi lo riscatta a titolo definitivo nel 2022.

### Nazionale
Ha giocato nella nazionale croata Under-19 e nelle nazionali bosniache Under-19 ed Under-21.
Il 3 giugno 2024 esordisce con la Bosnia ed Erzegovina nell'amichevole persa 3-0 contro l'Inghilterra.

## Statistiche

### Presenze e reti nei club
Statistiche aggiornate al 31 luglio 2021.
| Stagione        | Squadra          | Campionato      | Campionato | Campionato | Coppe nazionali | Coppe nazionali | Coppe nazionali | Coppe continentali | Coppe continentali | Coppe continentali | Altre coppe | Altre coppe | Altre coppe | Totale | Totale |
| Stagione        | Squadra          | Comp            | Pres       | Reti       | Comp            | Pres            | Reti            | Comp               | Pres               | Reti               | Comp        | Pres        | Reti        | Pres   | Reti   |
| --------------- | ---------------- | --------------- | ---------- | ---------- | --------------- | --------------- | --------------- | ------------------ | ------------------ | ------------------ | ----------- | ----------- | ----------- | ------ | ------ |
| 2016-2017       | Stoccarda II     | RL              | 24         | 2          |                 | -               | -               |                    | -                  | -                  |             | -           | -           | 24     | 2      |
| 2017-2018       | Stoccarda II     | RL              | 19         | 0          |                 | -               | -               |                    | -                  | -                  |             | -           | -           | 19     | 0      |
| 2018-2019       | Osijek II        | 2.HNL           | 20         | 1          |                 | -               | -               |                    | -                  | -                  |             | -           | -           | 20     | 1      |
| 2018-2019       | Osijek           | 1.HNL           | 0          | 0          | CC              | 1               | 0               | UEL                | 2                  | 0                  |             | -           | -           | 3      | 0      |
| 2019-gen. 2020  | Osijek           | 1.HNL           | 0          | 0          | CC              | 0               | 0               |                    | -                  | -                  |             | -           | -           | 0      | 0      |
| gen.-giu. 2020  | Široki Brijeg    | PL              | 3          | 0          | CB              | 1               | 0               |                    | -                  | -                  |             | -           | -           | 4      | 0      |
| 2020-2021       | Široki Brijeg    | PL              | 15         | 1          | CB              | 0               | 0               |                    | -                  | -                  |             | -           | -           | 15     | 1      |
| 2020-2021       | Sheriff Tiraspol | DN              | 12         | 0          | CM              | 3               | 0               |                    | -                  | -                  |             | -           | -           | 15     | 0      |
| 2021-2022       | Sheriff Tiraspol | DN              | 4          | 1          | CM              | 0               | 0               | UCL                | 5                  | 0                  | SM          | 1           | 0           | 10     | 1      |
| Totale carriera | Totale carriera  | Totale carriera | 97         | 6          |                 | 6               | 0               |                    | 7                  | 0                  |             | 1           | 0           | 111    | 6      |

## Palmarès

### Club

#### Competizioni nazionali
- Campionato moldavo: 3

Sheriff Tiraspol: 2020-2021, 2021-2022, 2022-2023
- Coppa di Moldavia: 2

Sheriff Tiraspol: 2021-2022, 2022-2023
- Campionato croato: 1

Rijeka: 2024-2025
- Coppa di Croazia: 1

Rijeka: 2024-2025